# Vernon Sturdee
Vernon Ashton Hobart Sturdee, né le 16 avril 1890 et mort le 25 mai 1966 à 76 ans, était un commandant d'armée australien qui a servi lors des deux guerres mondiales.
Après la fin de la guerre en Europe, il se rend à bord du USS Missouri le 2 septembre 1945 pour assister à la capitulation du Japon. Il succéda au général Thomas Blamey au poste de commandant en chef des Forces Militaires australiennes en décembre 1945.

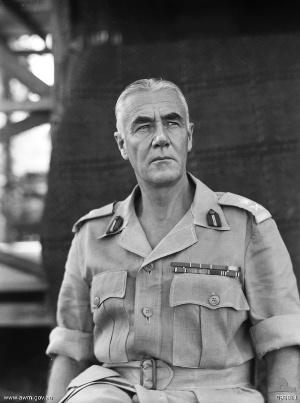
Vernon Sturdee